# Femke Deen
Femke Antje Deen (Bussum, 1975) is een Nederlandse historicus en schrijfster, gespecialiseerd in de geschiedenis van de zestiende eeuw.
Deen is van origine opgeleid tot cultureel antropoloog. Hierna volgde ze een postdoctorale opleiding journalistiek. Tijdens deze periode was haar interesse voor geschiedenis al sterk aanwezig. Ze werkte na haar opleiding vijf jaar lang als journalist voor De Volkskrant en Historisch Nieuwsblad.
In 2012 promoveerde ze aan de Universiteit van Amsterdam op haar proefschrift over de rol van propaganda en media tijdens de Nederlandse Opstand in Amsterdam. Van 2014 tot 2016 was Deen verbonden als docent aan de vakgroep vroegmoderne geschiedenis aan de UvA.
In 2018 publiceerde Deen een boek over Anna van Saksen, de tweede vrouw van Willem van Oranje. Deen geeft ook lezingen over de vrouwen rondom Willem van Oranje.